# Karsten Buse

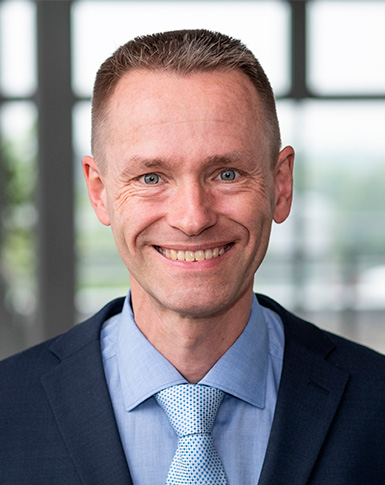
Karsten Buse (2022)

Karsten Buse (* 22. März 1966 in Georgsmarienhütte, Niedersachsen) ist ein deutscher Physiker und Hochschullehrer. Seit 2011 leitet er das Fraunhofer-Institut für Physikalische Messtechnik IPM in Freiburg im Breisgau. Er ist Inhaber der Professur für Optische Systeme am Institut für Mikrosystemtechnik (IMTEK) der Albert-Ludwigs-Universität Freiburg.

## Karriere
Karsten Buse studierte an der Universität Osnabrück im Fachbereich Physik. Er erhielt sein Diplom 1991 und wurde 1993 zum Thema Untersuchungen zum Photorefraktiven Effekt in elektrooptischen Kristallen promoviert. 1997 schloss er seine Habilitation auf dem Gebiet der Angewandten Physik ab. Von 1991 bis 2000 war er wissenschaftlicher Mitarbeiter und Akademischer Rat an der Universität Osnabrück.
Nach seiner Habilitation ging Buse 1997 als DFG-Postdoktorand ans California Institute of Technology (Caltech) in Pasadena, USA. Dort war er sechs Monate lang „Senior Scientist“ und forschte anschließend bis 2007 als „Visiting Professor“ auf dem Gebiet optischer Datenspeicher und ultraschneller optischer Schalter. Von 2000 bis 2010 hatte Buse, parallel zu seiner Tätigkeit am Caltech, den Heinrich-Hertz-Stiftungslehrstuhl der Deutschen Telekom AG an der Universität Bonn inne.
Buse ist Mitgründer und war langjähriger Berater der Firma Ondax Inc., Monrovia (Kalifornien) (mittlerweile übernommen von Coherent, Inc.), die Bragg-Filter für Telekommunikations- und Laseranwendungen herstellt. Von 2004 bis 2011 war er Sprecher der von der DFG geförderten Forschergruppe FOR 557 „Light confinement and control with structured dielectrics and metals“.
Seit 2011 ist Buse Leiter des Fraunhofer-Instituts für Physikalische Messtechnik IPM und gleichzeitig Inhaber der Professur für Optische Systeme am Institut für Mikrosystemtechnik der Albert-Ludwigs-Universität Freiburg. Er ist als Vorsitzender des Fraunhofer-Verbunds Light & Surfaces Mitglied im Präsidium der Fraunhofer-Gesellschaft. Er ist außerdem Beirat des Leibniz-Instituts für Sonnenphysik (KIS) und des Stuttgart Research Center of Photonic Engineering.
Er ist verheiratet und hat zwei Kinder.

## Forschungsschwerpunkte
Buses Forschungsschwerpunkte liegen im Bereich der optischen Materialien sowie in der nichtlinearen Optik und Quantensensorik. Gegenstand seiner Forschung sind u. a. miniaturisierte und integrierte optische Flüstergalerieresonatoren zur nichtlinear-optischen Erzeugung weit durchstimmbaren Laserlichts, Frequenzkämme und quantenoptische Spektrometer. Buse ist Inhaber zahlreicher Patente.

## Publikationen
Buse ist Verfasser von über 300 wissenschaftlichen Publikationen im Bereich optische Materialien und nichtlineare Optik, die laut Google Scholar über 11.000-mal zitiert wurden (h-Index von 57).

## Auszeichnungen, Ehrungen
- 2019 Ernennung zum OSA Fellow[12] für wegweisende Arbeiten zu den optischen Eigenschaften und Anwendungen von Lithiumniobat
- 2014 PRISM Award der SPIE/International Society for Optics and Photonics für die Entwicklung des durchstimmbaren Lasers C-WAVE in Kooperation mit der Firma Hübner[13]
- 2001 Karl-Heinz-Beckurts-Preis für die Entwicklung optischer Wellenlängenfilter, die in optischen Netzen zur Kanalselektion eingesetzt werden können[14]
- 1998 NASA Technical Briefs Award für die Entwicklung eines nichtflüchtigen optischen Datenspeichers[6]
- 1995 Rudolf-Kaiser-Preis für die Entdeckung des pyroelektrischen Ladungsantriebs in photosensitiven Dielektrika[15]
- 1994  Promotionspreis der Universität Osnabrück für Entdeckungen auf dem Gebiet dynamischer thermischer Gitter in Festkörpern nach Pulsbeleuchtung[3]